# Stellantis Financial Service
Die Stellantis Financial Service ist Finanztochter des Autoherstellers Stellantis. Die Stellantis Bank ist in 12 Ländern direkt präsent und war zuvor der Finanztochter des ehemaligen Autoherstellers PSA Peugeot Citroën. Vertretene Fabrikate sind Abarth, Alfa Romeo, Citroën, DS, Fiat, Jeep, Lancia, Leapmotor, Opel, Peugeot und Vauxhall.

## Geschichte
Die Geschichte der Stellantis Financial Service geht zurück bis in die Anfangszeit industrieller Autoproduktion. Schon im Jahre 1919 gründete Citroën die unternehmenseigene Finanzgesellschaft SOVAC (Société de Ventes A Crédit). 1928 folgte dann Peugeot mit der Finanzgesellschaft „Din“. Auf dem deutschen Markt ist die PSA Bank seit 1973 mit dem Geschäftssitz in Neu-Isenburg aktiv. Die damals als Chrysler Credit Bank GmbH gegründete Autobank wurde im Jahre 1980, vier Jahre nach dem Zusammenschluss von Peugeot und Citroën, durch die PSA Financial Holding übernommen.
Seitdem ist die Bank zunächst 1995 in PSA Creditbank GmbH und im Jahre 1999 in PSA Finance Deutschland GmbH umfirmiert wurden. Seither trat man Kunden und Handelspartnern mit einem separaten Markenauftritt als Citroën- oder Peugeot Bank gegenüber. Im Jahre 2005 veränderte sich mit der Rechtsform auch der Unternehmensname und die Bank firmierte bis 2016 als Banque PSA Finance S.A. Niederlassung Deutschland.
Im Jahre 2014 schloss die Groupe PSA eine Finanzkooperation mit der Santander Consumer Finance, die eine Zusammenarbeit in elf Ländern, darunter auch Deutschland und Österreich, vorsah. Am 1. Juli 2016 ging aus diesem Joint Venture die neu aufgestellte PSA Bank Deutschland GmbH hervor, bei der die Groupe PSA und die Santander Consumer Finance zu je 50 Prozent beteiligt sind.
Seitdem trug die PSA Bank Deutschland GmbH vollständig das operative Geschäft der deutschen und österreichischen Niederlassungen der ehemaligen Banque PSA Finance S.A. Die Geschäftsleitung der PSA Bank Deutschland GmbH oblag Frau Michelle Giblin und Herrn Jean-Marc Plumyène. Das Unternehmen beschäftigte ca. 250 Mitarbeiter.
Nach dem bereits 2021 die Groupe PSA mit Fiat Chrysler Automobiles zu Stellantis fusionierte, wurden am 3. April 2023 die Banque PSA Finance  in Stellantis Financial Services umbenannt. Am 2. November 2023 wurde die PSA Bank Deutschland GmbH mit der Opel Bank SA Niederlassung Deutschland verschmolzen.

## Produkte
Die Stellantis Bank finanziert in Deutschland und Österreich sowohl die Handelsnetze als auch die Kunden der Marken Abarth, Alpha Romeo, Citroën, DS, Fiat, Jeep, Lancia, Leapmotor, Opel und Peugeot. Das Angebot für Händler erstreckt sich dabei über die Einkaufsfinanzierung von Neu- und Gebrauchtwagen, Betriebsmittelkredite, die Finanzierung von Ersatzteilen und Zubehör sowie Direktkonten und die Verwaltung von Kfz-Briefen. Ihren Kunden bietet die Stellantis Bank das klassische Spektrum an Dienstleistungen einer Autobank. Dazu gehören Finanzierungen für Neu-, Vorführ- und Gebrauchtwagen (Ratenfinanzierung, Ballonfinanzierung), Leasing und Service-Leasing, Serviceangebote wie z. B. Inspektion, Wartung, Garantieverlängerung etc. und Reparaturfinanzierung. Dazu kommen noch spezielle Leasing-Angebote für Gewerbe- bzw. Flottenkunden. Der Versicherungsservice der Stellantis Bank umfasst Versicherungsvermittlungen in den Bereichen Kraftfahrt- und Sachgeschäft, Restschuld- bzw. Mietratenversicherung sowie Flottenversicherung.
Neben dem klassischen Geschäft einer Autobank wurde im Zuge des Joint-Ventures zudem ein eigenes Einlagengeschäft zur Refinanzierung und Portfolioerweiterung etabliert. Unter der Marke PSA Direktbank wurden seit 2014 auch Tages- und Festgeldkonten primär über das Internet angeboten. Seit 2023 werden diese Produkte unter der Stellantis Direktbank fortgeführt.

## In Österreich
Seit 1990 besteht eine österreichische Niederlassung mit Sitz in Wien. Der Niederlassungsleiter ist Kornelis Panman. Die Niederlassung hat mit 39 Mitarbeitern eine Bilanzsumme von 300 Mio. €.